# صادق هدایت
صادق هدایت (۲۸ بهمنِ ۱۲۸۱ – ۱۹ فروردینِ ۱۳۳۰) نویسنده و مترجم ایرانی بود. هدایت از پیشگامان داستان‌نویسی نوین ایران و نیز  روشنفکری برجسته بود. او را همراهِ محمدعلی جمال‌زاده، بزرگ علوی و صادق چوبک یکی از پدران داستان‌نویسی نوین ایرانی می‌دانند.
بسیاری از پژوهشگران، رمانِ بوف کور او را مشهورترین و درخشان‌ترین اثر ادبیات داستانی معاصر ایران دانسته‌اند. ،قهرمان اصلی این کتاب ،یعنی راوی داستان در واقع خود هدایت است و برای شناخت روحیه ،افکار و اندیشه های صادق هدایت باید این کتاب را خواند ،هرچند آوازهٔ هدایت در داستان‌نویسی است، امّا آثاری از متون کهن ایرانی مانند زند وهمن یسن و نیز از نویسندگانی مانندِ آنتون چخوف و فرانتس کافکا و آرتور شنیتسلر و ژان پل سارتر را نیز ترجمه کرده است. او همچنین نخستین فرد ایرانی است که متونی از زبان پارسی میانه (پهلوی) به فارسی امروزی ترجمه کرده است.
هدایت در ۱۹ فروردین ۱۳۳۰ در پاریس در ۴۸ سالگی خودکشی کرد و چند روز بعد در قطعهٔ ۸۵ گورستان پر-لاشز به خاک سپرده شد. حجم آثار و مقالات نوشته‌شده دربارهٔ نوشته‌ها، زندگی و خودکشی صادق هدایت گواهِ تأثیر ژرف او بر جریان روشنفکری ایران است. شمار بسیاری از سخنوران ایرانی نسل‌های بعدی، از غلامحسین ساعدی و هوشنگ گلشیری و بهرام بیضایی تا رضا قاسمی و عباس معروفی و دیگران، هر یک به‌نوعی کم‌تر یا بیشتر از کار و زندگی هدایت تأثیر پذیرفته و درباره‌اش سخن گفته‌اند. جایزهٔ ادبی صادق هدایت که توسط بنیاد صادق هدایت برگزار می‌شود سالانه تندیس هدایت را برای داستان برتر به یک اثر داستانی کوتاه و به زبان فارسی اعطا می‌کند.

## زندگی و زمانه

### از کودکی تا آغاز جوانی

صادق هدایت در سن پنج سالگی با لباس سفید، همراه با خواهران، برادران و عمو زاده‌هایش در باغ پدربزرگ (نیر الملک).

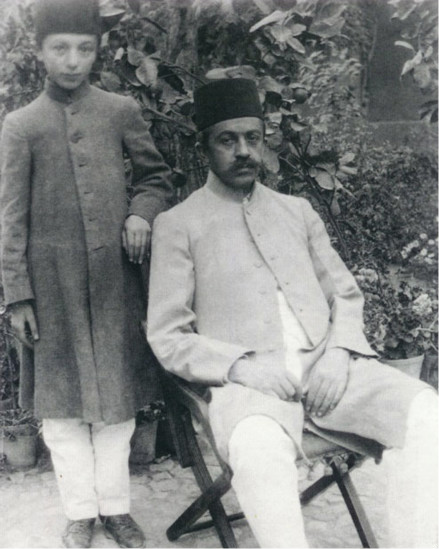
صادق هدایت و پدرش اعتضادالملک

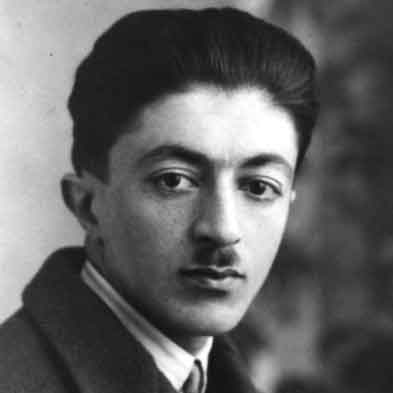
صادق هدایت در جوانی

صادق هدایت در چهارشنبه ۲۸ بهمن ۱۲۸۱ برابر با ۱۷ فوریهٔ ۱۹۰۳ در تهران زاده شد. پدرش هدایت قلی‌خان (اعتضاد الملک، فرزند نیّرالملک وزیر علوم، در دورهٔ ناصرالدین شاه) و مادرش زیورالملوک (نوهٔ عموی هدایت‌قلی‌خان، دختر حسین‌قلی مخبرالدوله) بود. جدّ اعلای صادق، رضاقلی‌خان هدایت طبرستانی از رجال معروف عصر ناصری و صاحب کتاب‌هایی چون مجمع الفصحا و اجمل التواریخ بود. صادق کوچک‌ترین پسر خانواده بود و دو برادر و دو خواهر بزرگ‌تر از خود و یک خواهر کوچک‌تر از خود داشت. از برادرانش محمود خان، قاضی دیوان عالی کشور بود که در زمان نخست‌وزیری سپهبد رزم آرا، سمت معاون نخست‌وزیری را داشت. عیسی خان سرلشکر و از رؤسای سابق دانشگاه جنگ بود. هر دو برادر در هنر و ادبیات دستی داشتند. سپهبد حاج‌علی رزم‌آرا همسر انورالملوک هدایت، شوهرخواهر صادق هدایت بود.
صادق هدایت در سال ۱۲۸۷ تحصیلات ابتدایی را در ۶ سالگی در مدرسهٔ علمیهٔ تهران آغاز کرد. در سال ۱۲۹۳ روزنامه‌دیواریِ ندای اموات را در مدرسه انتشار داد و دورهٔ متوسطه را در دبیرستان دارالفنون آغاز کرد؛ ولی در سال ۱۲۹۵ به‌خاطر بیماری چشم‌درد مدرسه را ترک کرد و در سال ۱۲۹۶ در مدرسهٔ سن‌لویی که مدرسهٔ فرانسوی‌ها بود، به تحصیل پرداخت. به‌گفتهٔ خود هدایت اولین آشنایی‌اش با ادبیّات جهانی در این مدرسه بود و به کشیش آن مدرسه درس فارسی می‌داد و کشیش هم او را با ادبیّات جهانی آشنا می‌کرد. در همین مدرسه صادق به علوم خفیّه و متافیزیک علاقه پیدا کرد. این علاقه بعدها هم ادامه پیدا کرد و هدایت نوشتارهایی در این مورد انتشار داد. در همین سال صادق اولین مقالهٔ خود را در روزنامهٔ هفتگی (به‌مدیریت نصرالله فلسفی) به چاپ رساند و به‌عنوان جایزه سه ماه اشتراک رایگان دریافت کرد. همچنین همکاری‌هایی با مجلهٔ ترقی داشت. صادق در همین دوران گیاه‌خوار شده بود و به اصرار و پند بستگانش مبنی بر ترک آن وقعی نمی‌نهاد. در سال ۱۳۰۳، درحالی‌که هنوز مشغول تحصیل در مقطع متوسطه بود، یک کتاب کوچک انتشار داد: انسان و حیوان، که راجع به مهربانی با حیوانات بود و در سال ۱۳۰۶ کتاب فواید گیاه‌خواری او در برلین به چاپ رسید. تصحیحی از رباعیات خیام با نام رباعیات عمر خیام (با کتاب ترانه‌های خیام اشتباه نشود) به‌همراه مقدمه‌ای مفصّل در سال ۱۳۰۲ توسط کتابخانه و مطبعه بروخیم در تهران منتشر شد. در سال ۱۳۰۳ بود که صادق داستان کوتاه «شرح حال یک الاغ هنگام مرگ» را در مجلهٔ وفا، سال دوم، شماره ۶–۵ منتشر کرد.

### گیاه‌خواری
صادق هدایت در جوانی گیاه‌خوار شد و کتابی در این مورد با عنوان فواید گیاه‌خواری نیز نوشت. او تا پایان عمر گیاه‌خوار باقی ماند. بزرگ علوی در این باره می‌نویسد: «یک بار دیدم که در کافه لاله‌زار یک نان گوشتی را که به زبان روسی بولکی می‌گفتند، به این قصد که لای آن شیرینی است، گاز زد و ناگهان چشم‌هایش سرخ شد، عرق به پیشانی‌اش نشست و داشت قی می‌کرد که دستمالی از جیبش بیرون آورد و لقمهٔ نجویده را در آن تف کرد.»
او معتقد بود اگر انسان بخواهد دست از جنگ بردارد، باید اول دست از کشتن و خوردن حیوانات بردارد.
همچنین او در بخشی از کتاب خود می‌نویسد: «شکی نیست که گوشت‌خواری باعث درندگی می‌شود. همهٔ کسانی که آرزومند پیشرفت اخلاقی و بهبودی حالتِ اسفناک جامعه بوده‌اند، در انتشار این عقیده کوشیده‌اند. اگر دکان عرق‌فروشی، قصابی، ماهی‌گیری و مرغ‌فروشی را می‌بستند؛ تا اندازه‌ای صلح عمومی و برادری آدمیان صورت خارجی می‌گرفت. برای پیشرفت اخلاقی انسان آرزو بکنیم که خوراک خونین وَربیفتد و گیاه‌خواری جانشین آن بشود. اگر برتری حقیقی از قلب می‌آید، هرکسی باید از گوشت‌خواری دست بکشد، که نه دشوار است و نه غیرممکن می‌باشد. بیشتر آن‌هایی که بهانه می‌آورند، از روی نادانی و خرافات و ترس، این است که مبادا مضحک بشوند. باید گفت که حقیقت هنوز گیاه‌خواری اسباب تمسخر و ریشخندِ آن‌هایی است که حقیقتِ آن را نمی‌دانند؛ ما چه‌قدر به سادگی نیاکان خودمان خندیدیم؟ روزی می‌آید که آیندگان به خرافات ما خواهند خندید.»

### عزیمت به اروپا
هدایت در سالِ ۱۳۰۳ (۲۲ سالگی) از مدرسهٔ سن لویی دانش‌آموخته گشت و در همین سال بود که با تقی رضوی آشنا شد. در سال ۱۳۰۵ با اوّلین گروه دانش‌آموزان اعزامی به خارج راهی بلژیک شد و در رشتهٔ ریاضیاتِ محض به تحصیل پرداخت. در همین سال داستان «مرگ» را در مجلهٔ ایرانشهر شمارهٔ ۱۱، که در آلمان منتشر می‌شد به چاپ رسانید و مقاله‌ای به فرانسوی به نام «جادوگری در ایران» در مجلهٔ له‌ویل دلیس، شمارهٔ ۷۹ نوشت. هدایت از وضع تحصیل و رشته‌اش در بلژیک راضی نبود و می‌خواست که خود را به فرانسه و در آن‌جا به پاریس که آن زمان مرکز تمدن غرب بود برساند. سرانجام در اسفند ۱۳۰۵ پس از تغییر رشته و دوندگی فراوان به پاریس منتقل شد. در همین سال نسخهٔ کامل‌تری از کتاب انسان و حیوان و کتاب دیگری به نام فواید گیاهخواری با مقدمهٔ حسین کاظم‌زادهٔ ایرانشهر در برلین آلمان به چاپ رساند.

### اقدام اول خودکشی و نخستین داستان‌ها

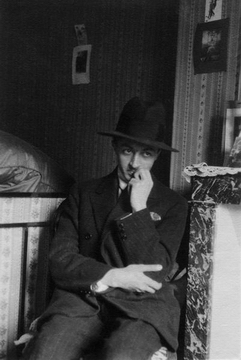
صادق هدایت پس از اولین خودکشی نافرجامش در پاریس، این عکس در خانه عیسی هدایت در پاریس (۱۳۰۷) گرفته شده است.

صادق هدایت در سال ۱۳۰۷ اقدام به خودکشی در رودخانهٔ مَرن (فرانسه) کرد، لیکن سرنشینان یک قایق او را نجات دادند. در همین دوران، در پاریس با دختری به نام ترز دوست بود. صادق در مورد خودکشی‌اش به برادرش محمود می‌نویسد: «یک دیوانگی کردم به خیر گذشت.» ادعا شده است که راجع به خودکشی نخستش توضیحی به هیچ‌کس نداده است اما فرزانه سال‌ها بعد از زبان هدایت (سال‌ها بعد از خودکشی اولش) نقل می‌کند که علّت خودکشی مسائل عاطفی بوده است.
نخستین نمونه‌های داستان‌های کوتاه هدایت در همان سال خودکشی نافرجامش صورت گرفت. نمایشنامهٔ پروین دختر ساسان، زنده‌به‌گور و داستان کوتاه «مادلن» را در همین دوران نوشته است.

### بازگشت به تهران
هدایت در سال ۱۳۰۹، بی‌آنکه تحصیلاتش را به پایان رسانده باشد، به تهران بازگشت و در بانک ملی (در قسمت محاسباتی و دفتر ارسال مرسلات) مشغول به کار شد. لیکن از وضع کارش راضی نبود و در نامه‌ای که به تقی رضوی (که دوستیشان در دوران متوسطه آغاز شده بود) در پاریس نوشته است، از حال و روز خود شکایت می‌کند. دوستی با حسن قائمیان که پس از مرگ هدایت خود را وقف شناساندن او کرد در بانک ملی اتفاق افتاد. در همین سال مجموعه داستان زنده‌به‌گور و نمایشنامهٔ پروین دختر ساسان را در تهران منتشر کرد. هدایت در این سال با مسعود فرزاد، بزرگ علوی و مجتبی مینوی آشنا شده و حلقهٔ دوستی‌ای ایجاد می‌شود که گروه ربعه نامیده شد.

### گروه ربعه
در آن دوران گروهی از نویسندگان و ادیبان فاخر بودند که به آن‌ها ادبای سبعه می‌گفتند و به‌گفتهٔ مجتبی مینوی «هر مجله و کتاب و روزنامه‌ای که به فارسی منتشر می‌شد از آثار قلم آن‌ها خالی نبود.» این هفت تن که در واقع بیشتر از هفت تن بودند شامل کسانی چون محمدتقی بهار، عباس اقبال آشتیانی، رشید یاسمی، سعید نفیسی و بدیع‌الزمان فروزانفر و محمد قزوینی می‌شدند. گروه ربعه این نام را برای دهن‌کجی به این افراد (که به نظر ایشان کهنه‌پرست بودند) انتخاب کردند. گفت‌وگو و دیدارهای گروه ربعه در رستوران‌ها و کافه‌های تهران بود از آن جمله کافه قنادی رز نوار که در حدود سال ۱۳۱۰ پاتوق صادق هدایت و دوستان به‌شمار می‌آمد. بعدها نیز افراد دیگری چون پرویز ناتل خانلری، عبدالحسین نوشین، غلامحسین مین‌باشیان و نیما یوشیج به گروه ربعه اضافه شدند. این گروه به فعالیت‌های ادبی و فرهنگی پرداختند و آثاری چند در این سال‌ها با همکاری همدیگر انتشار دادند. مینوی دربارهٔ این دوران می‌گوید: «ما با تعصب جنگ می‌کردیم و برای تحصیل آزادی می‌کوشیدیم و مرکز دایرهٔ ما صادق هدایت بود.»
سال‌های ۱۳۱۰ تا ۱۳۱۴ برای هدایت دورانی پربار محسوب می‌شود و آثار تحقیقی و داستانی بسیاری انتشار داد. از جمله این آثار می‌توان به مجموعهٔ انیران اشاره کرد که شامل سه داستان «فتح اسکندر» از ش. پرتو، «هجوم اعراب» از بزرگ علوی و «حملهٔ مغول» از صادق هدایت می‌باشد. این کتاب به ذبیح بهروز تقدیم شده است. مجموعهٔ داستان‌های کوتاه سایه‌روشن (حاوی ۷ داستان)، نمایشنامهٔ مازیار با مقدمهٔ مینوی، کتاب مستطاب وغ‌وغ ساهاب با همکاری مسعود فرزاد. (این کتاب در سال ۱۳۱۳ به چاپ رسید و در سال ۱۳۱۴ هدایت به خاطر آن به نظمیهٔ تهران احضار شد این شکایت از طرف مستقیمِ علی اصغر حکمت وزیرِ معارفِ وقت تنظیم شده بود و این‌گونه صادق هدایت از اولین ممنوع‌القلم‌های تاریخِ سانسورِ ایران شد.). مجموعه داستان‌های کوتاه سه قطره خون و چندین داستان کوتاه دیگر نظیر «گرداب»، «دون ژوان کرج»، «مردی که نفسش را کشت»، «صورتکها»، «چنگال»، «لاله»، «آفرینگان»، «طلب آمرزش»، «محلل»، «مرده‌خورها»، «عروسک پشت پرده»، چاپ نخست «علویه خانم» و همچنین سفرنامهٔ «اصفهان نصف جهان»، در این دوران به چاپ رسید.
هدایت هنگام سفرش به اصفهان در اردیبهشت ۱۳۱۱، برگ‌هایی از سفرنامه‌اش به اصفهان را تحت نام «اصفهان‌نصف‌جهان» به رشتهٔ تحریر درآورد.

### سفر به هند و انتشار بوف کور و بازگشت

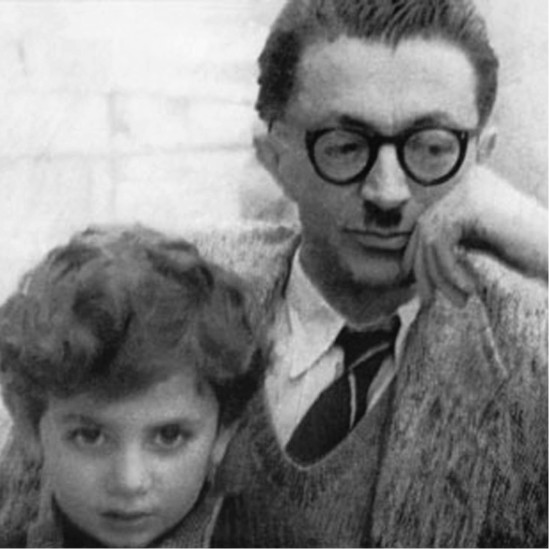
صادق هدایت و روزبه، فرزند صادق چوبک

هدایت در ۱۹۴۹ یک سال قبل از مرگ

هدایت در سال ۱۳۱۵ به‌همراه شین پرتو به هند رفت و در آپارتمان او اقامت گزید. در هند به فراگیری زبان پهلوی نزد دانشمند پارسی (از پارسیان هند) بهرام گور انکلساریا پرداخت و کارنامهٔ اردشیر بابکان را در هند از پهلوی به فارسی ترجمه کرد.
در طی اقامت خود در بمبئی اثر معروف خود بوف کور راکه در پاریس نوشته بود پس از اندکی دگرگونی با دست بر روی کاغذ استنسیل نوشته، به‌صورت پلی‌کپی در پنجاه نسخه انتشار داد و برای دوستان خود فرستاد؛ از جمله نسخه‌ای برای مجتبی مینوی که در لندن اقامت داشت و نسخه‌ای برای جمال‌زاده که آن زمان در ژنو بود. عده‌ای داستان بوف کور را برآمده از حال‌وهوای هند می‌دانند، ولی چنان‌که از گفت‌وگوهای هدایت و فرزانه برمی‌آید هدایت کار روی این اثر را از سال‌ها پیش آغاز کرده بود — به‌قول هدایت در گلویش گیر کرده بود. در نسخهٔ پلی‌کپی که از بوف کور در هند انتشار داد نوشته بود که چاپ اثر در ایران ممنوع است. علاوه بر اینها هدایت دو داستان به زبان فرانسوی در هند به چاپ رساند ("Lunatique" و "Sampingue").
هدایت پس از سفر به هند به‌شدت در تنگنای مالی قرار داشته و خرج زندگی‌اش را ش. پرتو تقبل می‌کرده است، همین فقر و شکست از بی‌اعتنایی جامعه سبب شد هدایت روی به طنزنویسی بیاورد و همین طنز تلخ زخم‌های در سینهٔ وی را بیشتر هویدا می‌کرد.
هدایت در سال ۱۳۱۶ از هند به تهران بازگشت و دوباره در بانک ملی مشغول به کار شد. سال بعد از بانک ملی استعفا داده، در وزارت فرهنگ استخدام شد. او تا سال ۱۳۲۰ که متفقین ایران را اشغال کردند به فعالیت‌های ادبی پرداخت و چندین داستان و مقاله انتشار داد. کارنامهٔ اردشیر بابکان را در مجلهٔ موسیقی و گجسته ابالیش (ترجمه از متن پهلوی) را جداگانه (در انتشارات ابن سینا) چاپ کرد. با وجود این بوف کور همچنان در ایران منتشر نشده بود.

### اشغال ایران توسط متفقین و بازشدن فضای سیاسی
در سال ۱۳۲۱ مجموعهٔ سگ ولگرد را انتشار داده، ترجمه‌هایی از شهرستان‌های ایران، گزارش گمان‌شکن و یادگار جاماسپ از پهلوی به فارسی صورت داد. بعد از ۱۳۲۰ تا ۱۳۲۴ و پایان جنگ جهانی دوم انتقادهای اجتماعی صادق هدایت شدت می‌گیرد. داستان بلند حاجی‌آقا داستان کوتاه «آب زندگی» و مجموعهٔ ولنگاری که همه مضامین اجتماعی دارند در این دوران به چاپ رسیدند. علاوه بر این فعالیت‌ها هدایت به نوشتن مقاله‌های نقد ادبی و ترجمهٔ آثاری از کافکا نیز پرداخت و در نشریه‌های مختلف به چاپ رساند. چند اثر دیگر پهلوی را هم ترجمه کرد. در سال ۱۳۲۴ هدایت سفری به تاشکند داشت و در انجمن فرهنگی ایران و شوروی از او تقدیر شد.
در این دوران بسیاری از دوستان هدایت از جمله علوی و عبدالحسین نوشین به حزب توده پیوسته بودند و در مجموع نشست‌وبرخاست وی با توده‌ای‌ها بیشتر شده بود و حتی مقالاتی در روزنامهٔ مردم که ارگان حزب توده بود با نام مستعار به چاپ رساند. لیکن علی‌رغم اصرار سردمداران حزب هرگز به حزب توده نپیوست.

### پایان جنگ، یأس و نومیدی

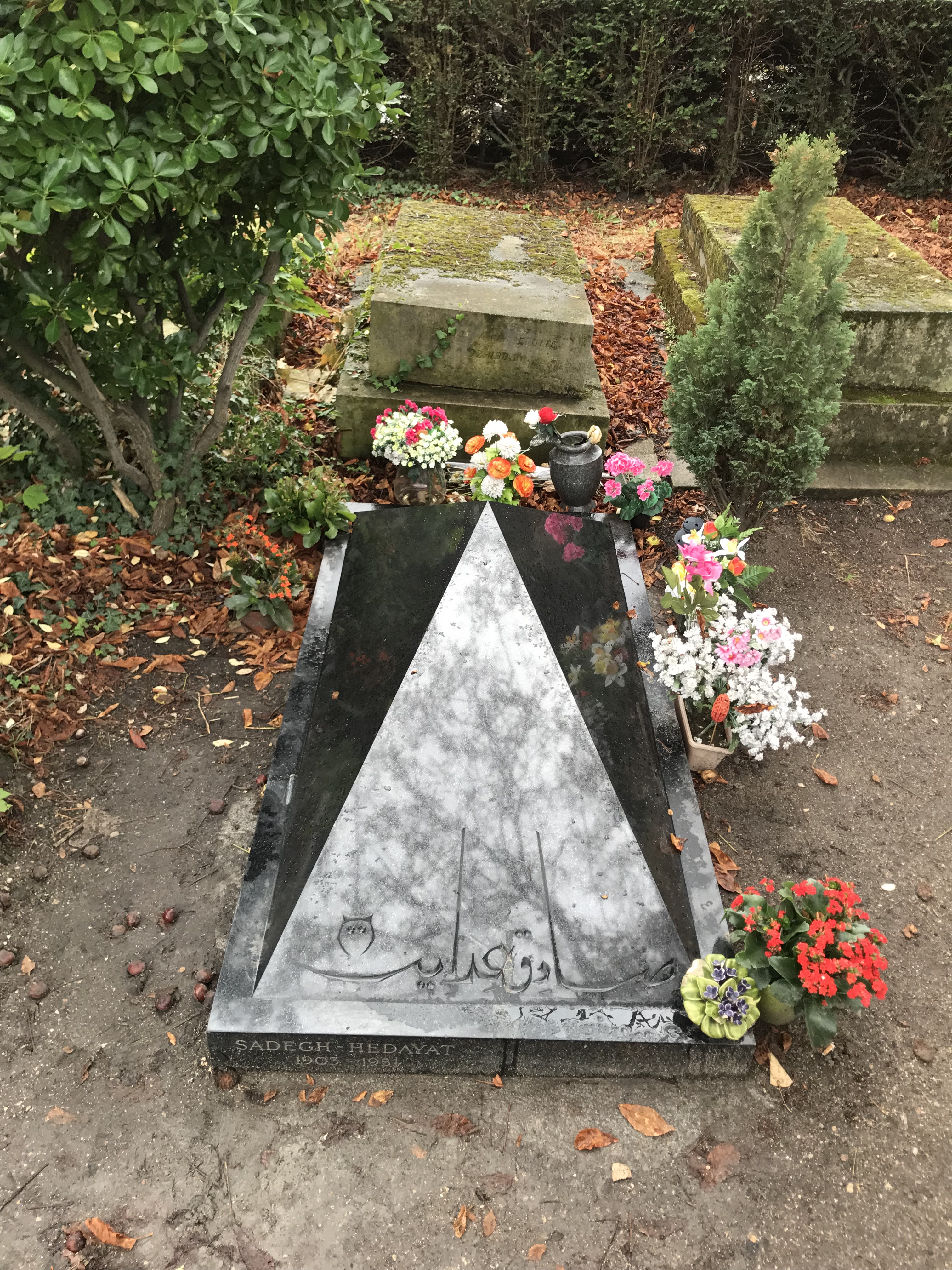
آرامگاه صادق هدایت در قطعهٔ ۸۵ گورستان پرلاشز، پاریس. (این سنگ قبر را خانواده‌اش در سال ۱۳۴۰ نصب کرده‌اند)

پس از پایان جنگ و پیش‌آمدن مسائل کردستان و آذربایجان هدایت از توده‌ای‌ها هم سرخورده شد و بیش از پیش به شرایط بدبین شد. بدبینی او به شرایط در نامه‌هایی که به جمال‌زاده و شهید نورایی نوشته است، دیده می‌شود. به نظر پیام یزدانجو، هدایت در این سال‌ها امیدش به نوزایی ایران و اشتیاقش به عظمت‌یابی ایرانیان به یمن خرافه‌ستیزی، استبدادگریزی و روشن‌اندیشی را از دست داده بود.

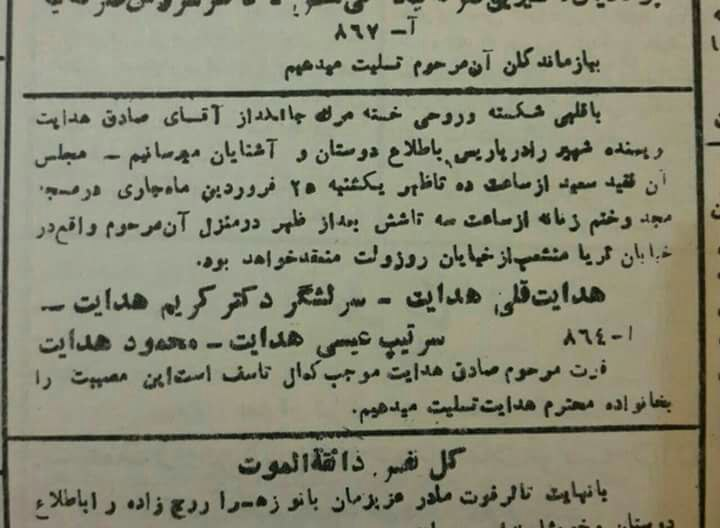
آگهیِ مجلسِ ترحیمِ هدایت

در سال ۱۳۲۶ به نوشتن توپ مرواری پرداخت اما این اثر تا پس از مرگش به چاپ نرسید. معروف‌ترین نام مستعار او که توپ مرواری هم تحت آن منتشر شد هادی صداقت است. در ۱۳۲۷ مقالهٔ «پیام کافکا» به‌صورت مقدمه‌ای بر کتاب گروه محکومین نوشتهٔ کافکا و ترجمهٔ حسن قائمیان نوشت. در سال ۱۳۲۹ با همکاری حسن قائمیان داستان «مسخ» کافکا را ترجمه کرد و در مجلهٔ سخن انتشار داد. در ۱۲ آذر همان سال با گرفتن گواهی پزشکی (برای اخذ روادید) و فروختن کتاب‌هایش به فرانسه رفت. در طول اقامت در فرانسه سفری به هامبورگ داشت و نیز سعی کرد به لندن برود که [موفّق] نشد. سرانجام در روز دوشنبه ۱۹ فروردین ۱۳۳۰ در آپارتمان اجاره‌ای‌اش — در خیابان شامپیونه، واقع در پاریس — با گاز خودکشی کرد. او نخستین نویسنده و ادیب ایرانی محسوب می‌شود که خودکشی کرده است. وی چند روز قبل از انتحار بسیاری از داستان‌های چاپ‌نشده‌اش را نابود کرده بود. هدایت را در قبرستان پرلاشز پاریس به خاک سپردند. مراسم خاکسپاری‌اش با حضور عده‌ای قلیل از ایرانیان و فرانسویان صورت گرفت.
طراح سنگ آرامگاهِ صادق هدایت، علی سردارافخمی معمار ایرانی است.

### شرح حال صادق هدایت به قلم خودش
من همان قدر از شرح حال خودم رَم می‌کنم که در مقابل تبلیغات آمریکایی‌مآبانه. آیا دانستن تاریخ تولّدم به درد کسی می‌خورد؟ اگر برای استخراج زایچه‌ام است، این مطلب فقط باید طرف توجّه خودم باشد. گرچه از شما چه پنهان، بارها با منجّمین مشورت کرده‌ام، اما پیش‌بینی آن‌ها هیچ‌وقت حقیقت نداشته. اگر برای علاقهٔ خوانندگان است؛ باید اول مراجعه به آراء عمومی آن‌ها کرد چون اگر خودم پیش‌دستی بکنم مثل این است که برای جزئیات احمقانهٔ زندگیم قدر و قیمتی قائل شده باشم. به‌علاوه، خیلی از جزئیات است که همیشه انسان سعی می‌کند از دریچهٔ چشم دیگران خودش را قضاوت بکند و ازین جهت مراجعه به عقیدهٔ خود آن‌ها مناسب‌تر خواهد بود مثلاً اندازهٔ اندامم را خیاطی که برایم لباس دوخته بهتر می‌داند و پینه‌دوز سر گذر هم بهتر می‌داند که کفش من از کدام طرف ساییده می‌شود. این توضیحات همیشه مرا به یاد بازار چارپایان می‌اندازد که یابوی پیری را در معرض فروش می‌گذارند و برای جلب مشتری به صدای بلند جزئیاتی از سن و خصایل و عیوبش نقل می‌کنند.

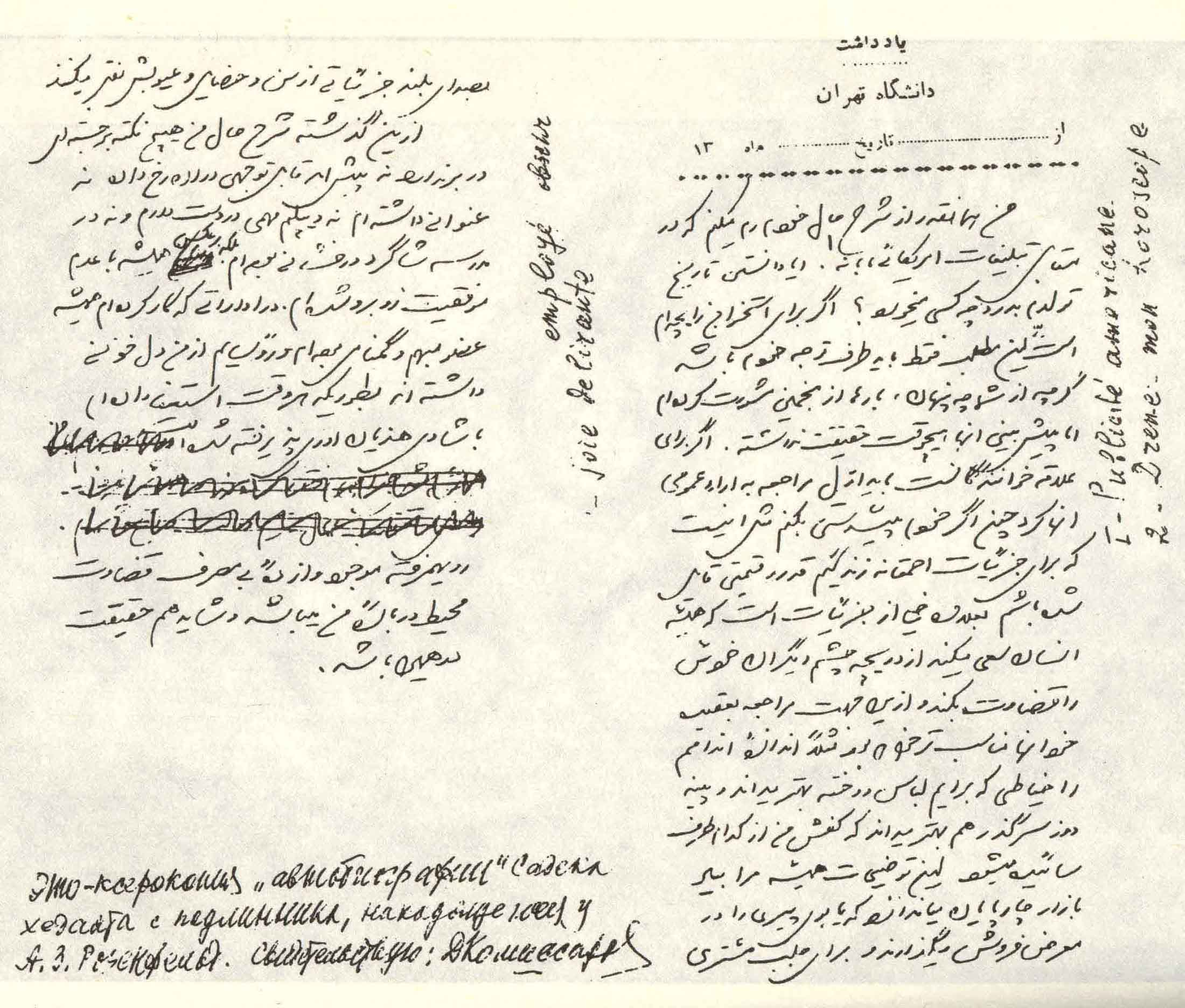
دست‌خط صادق هدایت، آذر ۱۳۲۴

از این گذشته، شرح حال من هیچ نکتهٔ برجسته‌ای در برندارد نه پیش آمد قابل‌توجهی در آن رخ داده، نه عنوانی داشته‌ام، نه دیپلم مهمی در دست دارم و نه در مدرسه شاگرد درخشانی بوده‌ام بلکه برعکس همیشه با عدم موفقیت روبه‌رو شده‌ام. در اداراتی که کار کرده‌ام همیشه عضو مبهم و گمنامی بوده‌ام و رؤسایم از من دل خونی داشته‌اند به‌طوری که هر وقت استعفا داده‌ام با شادی هذیان‌آوری پذیرفته شده است. روی‌هم‌رفته موجود وازدهٔ بی‌مصرف قضاوت محیط دربارهٔ من می‌باشد و شاید هم حقیقت در همین باشد.

## فعالیت‌ها و سمت‌وسوی هنریِ هدایت

### ایدئولوژی
بیگانه‌ستیزی و به‌ویژه عرب‌ستیزی، نژادپرستی، ضدیت با اسلام به‌عنوان یک دین غیرایرانی و همچنین پرستش ایران باستان و ایران دورهٔ ساسانی در آثار صادق هدایت دیده می‌شوند. از جمله بن‌مایه‌های نوشته‌های هدایت ناسیونالیسم ایرانی او و تأثرش نسبت به وضع ایران روزگار خود است که وی در رسالهٔ طنزآمیز کاروان اسلام (البعثة الاسلامیة الی البلاد الافرنجیة) به آن اشاره می‌کند.
با این حال، صادق هدایت در میان‌سالی و طبق برخی از نوشته‌هایش همچون «۸۲ نامه به حسن شهید نورایی» (بنگرید به صفحه صادق هدایت در ویکی‌گفتاورد)  منتقد و معترض به جامعه و فرهنگ ایران نیز بود و حتی از دستاوردهای نهضت آذربایجان دفاع می‌کرد (نامهٔ شماره ۱۱). اعتراض‌ها و انتقادهای هدایت به مرحلهٔ نفرت از جامعه ایرانی و تمسخر میهن‌پرستی رسیده بود: «همهٔ دزدها و قاچاقچی‌ها میهن‌پرست هستند» (نامهٔ شماره ۳۱). «ایرانی‌ها خودشان را فرانسوی شرق می‌دانند و گمان می‌کنند خیلی باهوشند اما ملتی به حماقت اینها کمتر دیده شده است» (نامهٔ شماره ۴۱).

## ویژگی‌های ساختاری و محتوایی
عمده‌ترین ویژگی ساختاری و محتوایی نوشته‌های هدایت را می‌توان چنین برشمرد:
- درون‌مایهٔ اغلب داستان‌های هدایت، مرگ‌اندیشی، انتقاد از جامعهٔ تحت استبداد و نفی خرافه‌پرستی است.
- تصویرها و توصیفات و شخصیت‌ها و چهره‌های داستان‌های او اغلب رنگ ملی دارند. نثر هدایت ساده و بی‌پیرایه و عاری از دشوارنویسی‌ست.
- او از زبان و فرهنگ مردم به‌خوبی و در حد اعجاز بهره می‌گیرد و همین مایهٔ غنای داستان‌هایش می‌شود.
- توصیفات هدایت رئالیستی، دقیق و واقع‌بینانه است.
- او به جنبه‌های روانی و درونی چهره‌ها و اشخاص داستانی خود می‌اندیشید، ضمن آنکه از وصف ظاهر آن‌ها نیز درنمی‌ماند.
- برخی از داستان‌های هدایت، انعکاس مسائل روحی و روانی خود نویسنده است.
- طنز قوی و مؤثر و انتقادیِ هدایت در سرتاسر آثار داستانی و تحقیقیِ وی سایه افکنده است. وجود این خصیصه، در رفتارهای اجتماعی او هم گزارش شده است. به‌عنوان نمونه، دربارهٔ شیرینکاری صادق هدایت در جشن عروسی جلال آل احمد با سیمین دانشور در سال ۱۳۲۹ خورشیدی، نقل شده است که هدایت جعبهٔ بزرگ کادو پیچی شده‌ای را به‌عنوان هدیه به عروس خانم می‌دهد و وقتی که آن جعبه را باز می‌کنند، می‌بینند که یک جعبهٔ دیگر در آن است. جعبهٔ دوم را که باز می‌کنند، باز می‌بینند که یک جعبهٔ دیگر در آن است، و این قضیه چندین بار تکرار می‌شود تا اینکه بالاخره به جعبهٔ کوچکی می‌رسند که در داخل آن، یک قاشق مرباخوری گذاشته شده بود![۴۷]
- هدایت در نویسندگان پس از خود تأثیر ژرفی بر جای گذاشت.[۴۸]

## نقدها
یکی از مهم‌ترین انتقاداتی که همواره به هدایت می‌شده، کم‌توجهی به متن اصلی و عدم وفاداری به ترجمه — خصوصاً در ترجمهٔ آثار فرانتس کافکا — بوده است. همچنین هدایت در مقالاتش نظر شخصی‌اش را دخیل می‌کرده و واقعیات را در جایگاه دوم قرار می‌داده است. به‌عنوان مثال، وی همواره در مقالاتش کافکا و خیام را با وجود تفاوت‌های عظیم، یکسان فرض کرده است.
داریوش آشوری عنوان کرده که صادق هدایت «نفرت عجیبی نسبت به اعراب و اسلام» داشته است.
احمدرضا احمدی در نوشتهٔ «حقیقت تلخ است» برای ویژه‌نامهٔ کتاب «نوشتن با دوربین»، دربارهٔ هدایت می‌نویسد: «صادق هدایت که تحت تأثیر ناسیونالیسم ساختگی و باسمه‌ایِ دورهٔ رضاشاه قرار گرفته بود. هدایت با تمام هوشی که داشت گمان برده بود که عقب‌ماندگی‌های ملت ایران ناشی از حملهٔ اعراب به ایران است. اخوان ثالث هم تا زنده بود در این اشتباه بود.» البته ناصر زراعتی و فرج سرکوهی در گفت‌وگوی برنامهٔ پرگار تلویزیون بی‌بی‌سی، این عقیده را تنها محدود به دورهٔ کوتاهی از زندگی هدایت می‌دانند. همچنین در نامه‌ای از هدایت به مجتبی مینوی در ۶ تیر ۱۳۱۶ از بمبئی، وی نظرش دربارهٔ ناسیونالیسم آلمانی را این چنین بیان می‌دارد: «... تو هم مثل همه حرف می‌زنی که چون گابل، هیتلر را ژنیِ ازلی و ابدی جلوه می‌دهد باید همه تملق بگویند و باور بکنند و من می‌گویم باید اخ و تُف روی گُبلز و هیتلر هر دو انداخت.»
همچنین در آثار او نشانه‌هایی از یهودی‌ستیزی وجود داشته‌اشت.

## سانسور و ممنوعیت آثار

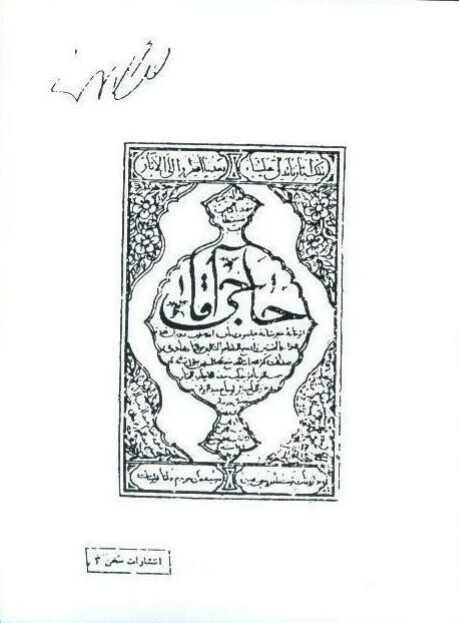
طراحی صادق هدایت برای نخستین چاپ حاجی آقا

کارهای هدایت مورد حملهٔ اسلام‌گرایان اروپا قرار گرفته است. رمان‌های بوف کور و حاجی آقا در هجدهمین نمایشگاه بین‌المللی کتاب تهران در سال ۱۳۸۴ ممنوع شد. شخصیت‌های رمان حاجی آقا عدم شایسته‌سالاری در ایران را نشان می‌دهند:
 «برای اینکه مردم در خط نگه‌داشته شوند، آن‌ها باید گرسنه، نیازمند، بی‌سواد، و خرافی نگه‌داشته شوند. اگر فرزند بقال باسواد شود، او نه‌تنها به سخنرانی من انتقاد خواهد کرد، بلکه واژه‌های بدیعی را نیز بکار می‌برد که نه شما و نه من نمی‌توانیم آن را بفهمیم … چه اتفاقی می‌افتد اگر کودک علوفه‌فروش باهوش و توانا باشد و کودک من، پسر یک حاجی، تنبل و احمق باشد؟» 
در آبان ماه سال ۱۳۸۵، چاپ مجدد و بدون سانسورِ کارهای صادق هدایت، ممنوع شد. با وجود این، نظارت بر دست‌فروشان کتاب محدود است و ظاهراً هنوز هم خرید یک کتاب اصیل دستِ‌دوم از طریق دست‌فروشان کتاب امکان دارد و وبگاهِ رسمی صادق هدایت نیز هنوز برخط است. برخی از موارد مورد بحث در مشکل سانسور عبارت‌اند از:
- موارد مطرح‌شده در گاردین در نوامبر ۲۰۰۶[۵۶]
- «گزارش شهر: تهران» در فریزه (Frieze)، شمارهٔ ۸۶، اکتبر ۲۰۰۴، بحثی کلی دربارهٔ سانسور ایران[۵۷]
- مقالهٔ «رادیو آزادی اروپا» رادیو آزادی نوامبر ۲۰۰۷[۵۸]

### نظر جهانگیر هدایت
در اسفند ۱۳۹۲، متن گفت‌وگوی جهانگیر هدایت، برادرزادهٔ صادق هدایت منتشر گردید. او در این گفتگو از جمله گفت:
«در دولت احمدی‌نژاد … اجازهٔ چاپ آثار صادق هدایت داده نشد، امّا قبل از آن به تعداد زیادی از ناشران مجوّز انتشار کارهای هدایت را دادند. در آن دوران ما تمام این آثار را بررسی کردیم و دیدیم متأسفانه به‌طور وحشتناکی به تغییر، تحریف و حذف آلوده‌اند. اینها آثار صادق هدایت نیست؛ کاریکاتوری است از آثار هدایت… ناشران، کتاب‌ها را به «ارشاد» می‌برند. تمام کتاب را می‌زنند و کتابِ مُثله شده را چاپ می‌کنند، عکس رنگی صادق هدایت را هم روی جلد می‌زنند و به اسم کتاب هدایت می‌فروشند. اگر کتاب چاپ نشود، بهتر از این است که چیزی چاپ شود که هدایت آن را ننوشته است. در حال حاضر کتابی از صادق هدایت چاپ نمی‌شود. حتی به کتاب‌هایی که من دربارهٔ هدایت نوشته‌ام، اجازهٔ چاپ نمی‌دهند و به آلبوم نقاشی‌ها و عکس‌های هدایت هم اجازهٔ تجدید چاپ داده نمی‌شود. آلبوم کارت‌پستال‌های هدایت شش سال است در ارشاد مانده است.»

## خانهٔ صادق هدایت

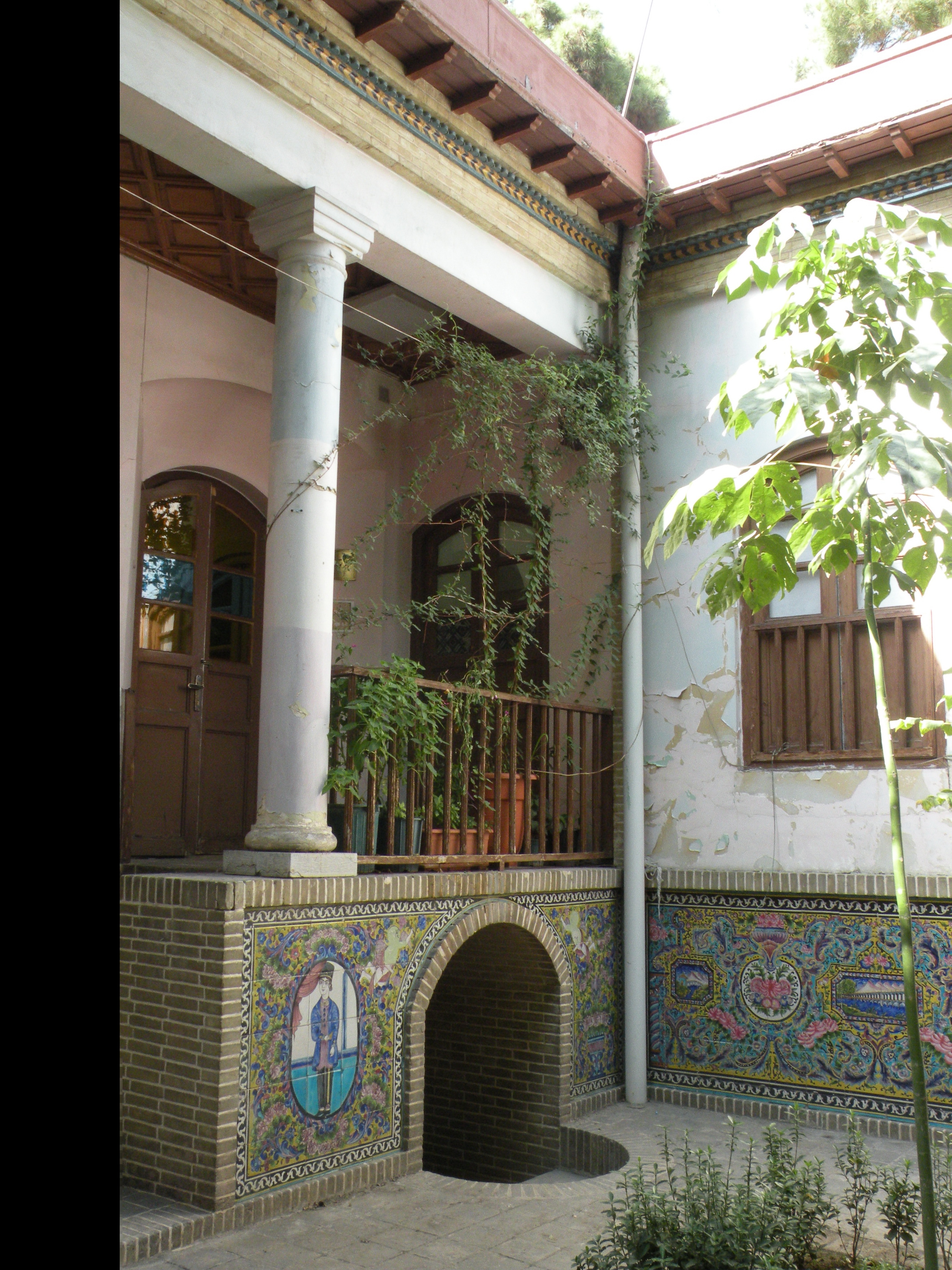
خانه صادق هدایت

خانه صادق هدایت در تهران، خیابان سعدی، بالاتر از خیابان منوچهری، ضلع جنوب‌غربی بیمارستان امیر اعلم، خیابان شهید تقوی (خیابان هدایت) پلاک ۳، کنار خانهٔ سفیر کبیر دانمارک واقع شده است. خانهٔ مورد نظر را پدر صادق هدایت بنا کرده است و شکل و ساختار بنا به سبک اواخر دوران قاجار برمی‌گردد. در دههٔ ۱۳۵۰ خورشیدی، دفتر فرح پهلوی اقدام به خرید خانهٔ پدری صادق هدایت کرد و اشیاء شخصی‌اش را از بازماندگان وی جمع‌آوری کردند تا آن را تبدیل به موزه برای صادق هدایت کنند. پس از انقلاب ۱۳۵۷ ایران این کار انجام نگرفت. حکومت جدید ملک را مصادره کرد و در اختیار دانشگاه علوم پزشکی تهران قرار داد. سپس، به‌عنوان مهدکودک کارکنان «مهد کودک صادقیه» مورد بهره‌برداری قرار گرفت.
نهایتاً عمارت مذکور در تاریخ ۲۶ آبان ماه ۱۳۷۸ در سیاههٔ آثار ملی ایران با شمارهٔ ۲۴۹۱ به ثبت رسید. سال ۱۳۸۱ برادرزاده هدایت — جهانگیر هدایت — و جمعی دیگر به نوع کاربری این خانه توسط دانشگاه علوم پزشکی اعتراض کردند و کاربری خانه از مهدکودک به کتابخانه تغییر پیدا کرد. این اعتراض‌ها برای تغییر نهایی خانه به موزه ادامه دارد. در سال ۱۳۹۲ حیاط و محوطهٔ خانهٔ صادق هدایت تبدیل به انبار ضایعات بیمارستان شده بود.

## هدایت نقاش

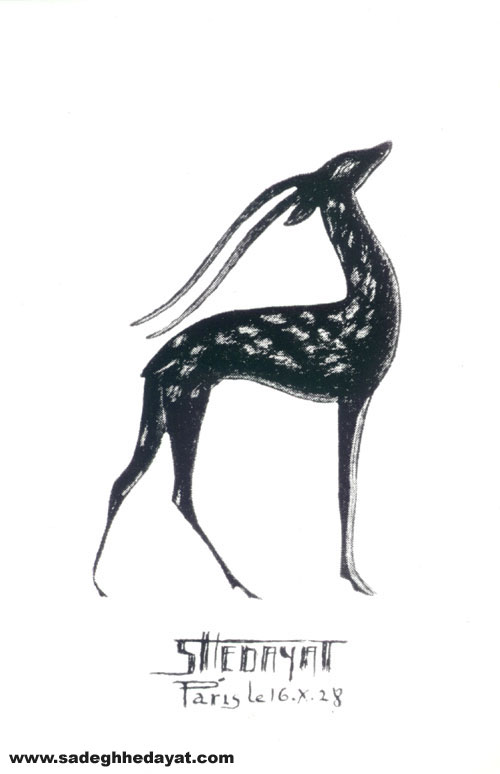
آهوی تنها، اثر صادق هدایت.

صادق هدایت نقّاشی هم می‌کرد و برخی طرح‌های او موجود است. از جمله آهویی که در مجموعه آثار هدایت چاپ انتشارات امیرکبیر بر جلد کتاب‌های او نقش بسته است. جهانگیر هدایت، برادرزادهٔ او مجموعه‌ای از این نقاشی‌ها را با عنوان «آهوی تنها» منتشر کرده است.